# Ой-Булак
Ой-Булак (кирг. Ой-Булак) — село в Тюпском районе Иссык-Кульской области Кыргызстана. Входит в состав Кутургинского аильного округа. Код СОАТЕ — 41702 225 835 03 0.

## История
Село Ойбулак было основано в Советском Союзе. Первыми поселенцами были алдаярские племена Шайбек, Наулы, Аким и Багыш. Позже обосновались с Нарына Бешбала и казахи, уйгуры и татары. Первая школа в Ойбулаке открылась после распада Советского Союза, одним из первых учителей была Усубалиева Зинакул, Бейшенбаева Элмира. Школа была названа в честь учителя татарского происхождения Салиха Исмаева. Первым старостой села и ветеринарным врачом был Дамилбек Осмонов. Учениками села Ойбулак Нурбек кызы Асема и Кантбекова Жанат, занявшие второе и третье места в Казахстане по рукопашному бою, а также отправившиеся в  соревновании Молдову. Эдуард Кубатов, первый покоритель Эвереста, является жителем села Ойбулак.
Племена:
Наулы (Илгедеевы, Врачбековы, Меркановы, Карымсаковы, Шаршеевы, Сагынбековы, Мукаевы)
Шайбек (Бейсембековы, Усенбековы, Абдылдаевы, Алиевы, Барыктабасовы, Маклюковы, Джутабаевы, Момокановы, Джайлобаевы, Койлубаевы, Касымовы, Шаршембековы, Асрановы)
Багыш (Торчу, Бактияровы, Бышаке, Станбековы, Таштанбековы)
Аким (Айдаркановы, Бектургановы)
Беш-Бала (Абдылдаевы, Абдрахманова)
Татары (Исмаев)
Казахи (Мукамановы, Коголдаевы, Сарбагишовы, Бекеновы, Ботомолдоевы, Саткыновы, Асанкуловы)
Уйгуры (Алишеровы, Иманакуновы)

## Население
По данным переписи 2009 года, в селе проживало 720 человек.
По данным переписи 2022 года, в селе проживало 1 054 человек.
Национальный состав.
Кыргызы 62%
Казахи 18%
Татары 12%
Уйгуры 8%

## Известные уроженцы
- Усенбеков, Калийнур Усенбекович (1921—2003) — Герой Советского Союза, генерал-лейтенант.